# Říčany, Brno-venkov
Říčany là một làng thuộc huyện Brno-venkov, vùng Jihomoravský, Cộng hòa Séc.